# Prado (gmina)
Prado – gmina w Hiszpanii, we wspólnocie autonomicznej Kastylia i León, w prowincji Zamora. Ma powierzchnię 10,9 km². W 2011 roku liczyła 74 mieszkańców.